# Blade (comics)
Pour les articles homonymes, voir Blade.
 (décembre 2012).
Si vous disposez d'ouvrages ou d'articles de référence ou si vous connaissez des sites web de qualité traitant du thème abordé ici, merci de compléter l'article en donnant les références utiles à sa vérifiabilité et en les liant à la section « Notes et références ».
Blade, de son vrai nom Eric Brooks, est un super-héros. Créé en 1973 pour Marvel Comics par le scénariste Marv Wolfman et le dessinateur Gene Colan, Blade était au début un personnage secondaire dans Tomb of Dracula dans les années 1970, et a joué un rôle principal dans plusieurs comics par la suite. Le film Blade de 1998 met en scène Wesley Snipes dans le rôle-titre, aux côtés de certains autres personnages du comic ; deux suites ont été réalisées. Une série télévisée a été lancée sur Spike TV pour une saison avec Sticky Fingaz.

## Personnalité
Blade s’est distingué des autres héros de comics avec, de temps en temps, son langage vulgaire et grossier. Ses répliques ont aussi été pensées afin de refléter la variété de l’argot de la rue des années 1970.

## Biographie fictive
L’homme appelé Blade est né dans une maison close à Soho, en Grande-Bretagne. Blade a révélé que la date exacte de sa naissance était le 24 octobre 1929 – date aussi connue comme celle du « jeudi noir » durant lequel se produisit le krach boursier qui mena à la Grande Dépression. Blade a déclaré qu’il avait 72 ans mais que ses pouvoirs de vampire le font paraître beaucoup plus jeune. La mère de Blade, Tara Brooks, était une prostituée au Madame Vanity’s Brothel, qui a subi plusieurs complications sévères et expérimentations durant l’accouchement au point qu'un médecin fut appelé. Le « médecin » se nommait Deacon Frost et était en réalité un vampire sauvage. Frost s’est régalé de la mère de Blade pendant la naissance de Blade, la tuant, et passant accidentellement des enzymes dans le propre sang du bébé. Cela a eu pour résultat de fournir à Blade des capacités surhumaines, telles que l’immunité à la métamorphose en vampire, la capacité à « sentir » des créatures surnaturelles, et la durée de vie fort prolongée. Cela a par contre aussi engendré une certaine sensibilité de Blade à la lumière de la ville.
Alors que dans la version de Marvel Comics, le personnage de Blade était présenté comme sujet britannique et né à Londres, les versions du film et de la télévision de Blade produites par New Line Cinema le montrent comme un Américain né à Chicago.
À part sur le point des deux versions de l’histoire de la morsure de sa mère mordue par des vampires tandis qu’elle le mettait au monde, il y a peu de concordance entre les films et les versions des comics de Blade. Cependant, en raison du succès du film, des efforts ont été faits par Marvel Comics pour faire une version plus conforme au personnage du film. Cela a été atteint en avouant que Blade a été mordu sur le bras par Morbius. La blessure a eu pour résultat que Blade devenait un demi-vampire, lui donnant tous les avantages d'un vampire mais aucune de ses faiblesses. Il a une force accrue et une grande agilité comparables à celles d'un vampire mais, de par son côté humain, n'est pas sensible à la lumière du soleil. Avant d’être mordu par Morbius les seuls attributs insolites de Blade étaient une immunité aux morsures des vampires et le fait qu'il vieillissait moins vite que les humains – les deux dus à sa physiologie unique. Comme Morbius n’était pas un vrai vampire, mais quelque type de variante, Blade n’était pas immunisé contre sa morsure comme aux autres vampires et sa physiologie a changé en devenant similaire à celle de Morbius. Cependant, dans la série actuelle de Blade, Blade déclare maintenant que la morsure de Morbius n’a en rien affecté son organisme et qu’il était un demi-vampire depuis sa naissance.
Frost a été chassé par les collègues de la mère de Blade avant qu’il ne tue aussi le bébé. Elles l’ont élevé jusqu’à ce qu’il ait neuf ans. Bien qu’il ait des capacités physiques surhumaines, il s’est entraîné à devenir un athlète de niveau olympique et un combattant aguerri au corps à corps. Il est notamment devenu expert au maniement d'armes blanches, principalement couteaux et poignards.

### Apprentissage du chasseur
Marchant de l’école à la maison, Blade vit un jour un vieil homme être attaqué par trois bandits. Blade secourut le vieil homme et repoussa les agresseurs, qui s'avérèrent être des vampires. Il apprit alors que le vieil homme était Jamal Afari, un trompettiste de jazz et un chasseur de vampires. Afari emménagea dans la maison close de Madame Vanity et enseigna au jeune Blade la musique et le combat. Blade fut bientôt capable de battre beaucoup des plus faibles des jeunes vampires qu'Afari trouvait en abondance.
Cependant, les victoires de Blade le rendirent imprudent. Il rejoignit bientôt une bande de rue, les Bloodshadows, qui était dirigée par un des plus vieux et plus puissants vampires que Blade avait jamais rencontré auparavant : Lamia. Blade battit difficilement Lamia, et perdit sa petite amie Glory, une perte qui l'a non seulement convaincu d’accepter sa destinée comme ennemi des vampires mais aussi de la porter jusqu’à jamais.
Afari tomba plus tard comme la proie du vampire Dracula, le premier acte d'un long et constant combat entre lui et Blade. Blade tua le vampire Afari et poursuivit Dracula jusqu’en Europe.
Blade traqua Dracula à travers l’Europe et l’Asie mineure, puis en Extrême-Orient, mais ne réussit jamais à le détruire. En Chine, Blade a rejoint les chasseurs de vampires Ogun Strung, qui incluent Azu, Orji et Musenda. Ensemble, ils traquèrent à nouveau Dracula. Une fois de plus, Dracula survécut et enseigna à Blade une leçon vitale en tuant tous ses amis nouvellement trouvés sauf Musenda (qui finalement prit sa retraite de chasseur de vampires). Cependant, Orji fit une dernière impression à Blade avec son usage de poignards en bois comme un moyen pour combattre des vampires. Quelque temps après la mort de Orji, Blade apprit à maîtriser l’usage des poignards en bois et en adopta l’usage comme méthode préférée pour combattre les vampires.
Consumé par le chagrin, Blade a repris sa quête seul. Des décennies passèrent avant qu’il ne se risqua à nouveau avec un autre être humain.

### Le Drac Pack
Blade a finalement localisé Dracula à Paris, où il a rencontré pour la première fois Quincy Harker (le fils de Jonathan Harker) et ses chasseurs de vampires, groupe officieusement appelé le « Drac Pack ». Blade avait entendu parler de Harker avant, mais il ne l’avait jamais rencontré. À cause de son tempérament vif, Blade a eu une relation tendue avec Quincy Harker, Rachel Van Helsing (la petite-fille d'Abraham Van Helsing), Taj Nital, et Frank Drake, des chasseurs de vampires dévoués à détruire Dracula. Blade n’a jamais joint le groupe, mais a combattu à leurs côtés en plusieurs occasions.
Après un combat infructueux avec Dracula, Blade s’est rendu compte pour la première fois qu’il était immunisé contre la morsure de vampire. Armé de cette connaissance, il a quitté le groupe et a commencé une quête pour trouver le vampire qui avait tué sa mère et la venger.
La traque par Blade du meurtrier de sa mère l’a amené à Boston, où il a encore rencontré le Drac Pack et leur nouvel allié : Dracula. Blade a repoussé l’alliance et réprimandé Harker pour ce qu’il a fait face au Doctor Sun (Médecin Soleil), la menace commune qui a conduit ensemble ces ennemis naturels. Pendant le combat avec Sun, Blade a rencontré un des alliés de Sun, dont le visage a provoqué une réaction étrange en lui, réveillant des mémoires longtemps enterrés. Le vampire s’étant échappé, Blade a encore abandonné le Drac Pack et a eu sa propre série.
Blade a finalement rencontré Hannibal King, un détective privé qui avait été transformé en vampire par Deacon Frost cinquante ans auparavant ; cependant, King a menti sur l’âge, disant que c’était seulement cinq, plus qu'autre chose pour gagner la confiance de Blade. Initialement méfiant au sujet de King, Blade a fait équipe avec lui pour dépister Frost.
Blade et King ont combattu ensemble contre le diabolique doppelgänger de Blade (créé quand Frost a tué sa mère), qui a absorbé le vrai Blade. King, aidé par Daimon Hellstrom, soi-disant Fils de Satan, a exorcisé Blade de son doppelgänger et ils ont tué ce dernier. Blade et King ont finalement rattrapé Frost qui avait créé une armée de vampires doppelgängers, un pour chacune de ses victimes. Plus tard, ils luttèrent contre Frost pour de bon, forgeant une dernière amitié.

### Les Nightstalkers
Dans les années qui ont suivi, Blade, avec King et Drake, sont devenus des alliés réguliers du Docteur Strange et ont aidé à la synthèse de la Formule Montesi. La formule avait été rapportée d’une page du Darkhold, un puissant livre de magie responsable de la création de tous les vampires. Cela détruit Dracula et, pour un temps, tous les vampires sur la Terre. Blade, King et Drake sont restés ensemble, et ont formé une agence de détective nommée Borderline Inc. L’agence interrompit son activité après que Drake fut parti et Blade envoyé dans un hôpital psychiatrique après un combat avec un Dracula temporairement ressuscité.
Le Docteur Strange a plus tard arrangé la libération de Blade pour qu’il puisse joindre Drake et King afin de reformer la Bordeline Inc. Comme les Nightstalkers, les membres de la nouvelle équipe de Strange, les Fils de minuit, au noyau tenu par les Neuf, humains et autres choisis pour défendre la Terre contre l’invasion mystique. Ensemble, inconsciemment sous la manipulation de Strange, ils ont lutté contre divers méchants surnaturels tels que les Darkholders, les HYDRA DOA, les Lilin (les enfants de Lilith, la mère des démons), et Varnae, le Seigneur des Vampires. Pour s'assurer de la coopération de Blade, Strange a transmué mystiquement la haine de Blade contre les vampires en une inimitié contre toute chose surnaturelle. Mais des jeux plus dangereux étaient en cours de réalisation. En raison de son abus brutal, la Formule Montesi finit par s'affaiblir : King s’est retransformé en vampire, et l’ADN de vampire de Blade est réapparu, le rendant encore plus volatile et dangereux et jouant lui-même avec King chacun contre l’autre. Blade a même essayé de sacrifier King à la mort. Ce n’est que sur l’insistance de Frank Drake que Blade a décidé d’épargner son ancien ami.
À ce stade, Blade a utilisé une page du livre maudit de Darkhold sur les charmes pour devenir, apparemment, le mystique donné Switchblade. En vérité, son corps a été repris par une entité ancienne résolue à la destruction du monde surnaturel appelé le Demogorge. Dans cette forme de Blade, il a combattu beaucoup des Fils de Minuit (avec l’innocent et les entités surnaturelles coupables), et a seulement été arrêté quand l'un d’eux a lu un charme de bannissement et a exilé le Demorgorge à jamais.
Les dommages qu’il avait commis en tant que Switchblade ont été renversés ; cependant, Blade ne pouvait pas se réconcilier avec le fait qu’il se rappelait tout ce qui était arrivé, et ce qu’il avait causé par sa haine aveugle du surnaturel. En utilisant un couteau mystique appelé Edge of Intrados, Blade a réexaminé sa vie comme si l’habitait encore. Ceci fut un tournant majeur dans sa vie : il s’est rendu compte que, même avant les manipulations de Strange, il avait été gouverné par ses propres obsessions et aveuglé à la sûreté du bien-être de ses amis et de ses alliés, ou la possibilité de mener une vie normale. Il a décidé de prendre sa retraite.
Il a bientôt subi des pressions pour revenir dans la partie, cependant, quand Drake et King ont été enlevés par Short Circuit, un des Lilin, Blade les a suivis dans une réalité alternative où King était devenu le Seigneur des Vampires. Échappant de ce vrai cauchemar, Blade a tué Short Circuit, et a juré à King qu’il ne permettrait jamais à King de redevenir la proie de ses pulsions de vampire, scellant la rupture entre eux et cimentant leur amitié à jamais.
Les Fils de Minuit ont été peu impliqués après les événements connus comme le Siège de l’Obscurité. Dans le chapitre culminant de cette aventure, Blade a obtenu la mystique épée Justicar de Foundry, un ancien membre des Blood et des Fallen, des ennemis immortels et servants de Zarathos.
Foundry n'avait jamais pu achever de forger la Justicar parce qu'elle avait besoin d’être trempée dans le sang d’un des Blood. Cependant, quand Zarathos et les Fallen ont été attaqués, Foundry a permis à Blade de la tuer, complétant l’épée. La lame a ensuite procédé pour tuer chaque membre des Fallen, et en apparence pour détruire Zarathos.
Après le Siège d’Obscurité, les Fils de Minuit ont commencé à dériver à part, comme leur destinée en tant qu'équipe semblait remplie. Blade et les Nightstalkers ont continué à chasser des vampires, croyant que c’était partiellement leur faute (par leur manque de compréhension quant à une utilisation correcte de la Formule Montesi) si les vampires étaient révenus dans le monde humain.
Mais la tragédie a bientôt frappé. Blade a été déchiré quand il sembla être le seul survivant du trio du combat final avec Varnae, qui a culminé avec la mort d’un vieil ami de Blade et le seul des Drac Pack qu’il n’a jamais été capable de se connecter avec : Taj Nital, maintenant un vampire servant Varnae. Avec chaque membre du « Drac Pak » maintenant parti, Blade a décidé de retourner à la chasse aux vampires pour honorer leur mémoire. Il ira joindre ses forces avec le mystique Bible John Carik et rencontrer un vampire personnifiant Deacon Frost et finalement un Dracula de nouveau ressuscité. Plus tard, en Nouvelle-Orléans, Blade a découvert qu’Hannibal King avait survécu à la rencontre avec Varnae, et les deux ont joint leurs forces pour battre un Deacon Frost ressuscité.

### Daywalker
Blade est resté actif en Nouvelle-Orléans, battant le vampire Ulysse Sojourner et son ancien vieil ailié, Morbius, le Vampire Vivant, qui était sous l’emprise mentale de Sojourner. Blade a suivi Morbius (un ancien membre des Fils de Minuit et des Neuf) jusqu’à New York, ou il s’est associé à Spider-Man, Blade a été mordu par Morbius.
Les enzymes du sang de Blade ont réagi subitement avec la forme unique de vampire de Morbius pour produire une sorte de virus parfait, accordant à Blade beaucoup de forces de vampire pendant qu’il éliminait les faiblesses inhérentes à un vampire, c’est à ce moment que Blade a reçu le surnom de « Daywalker » de ses proies (qui signifie "Marcheur du Jour" mais appelé Diurnambule dans les films et en version française).
Récemment, Blade est tenu à l’œil par le SHIELD en vue d'un projet, Silvereye, qui consiste à utiliser son sang pour créer un agent cloné de vampire. Blade a donné fin au projet à l’aide de deux jumeaux chasseurs de vampires, Mosha et Mikado. Blade a alors été forcé de combattre un groupe de vampires hostiles nommés les Tryks pendant qu’il repoussaient simultanément les avances de leur reine.
Une des aventures solo récentes de Blade, impliquait une histoire avec Dracula qui assume le titre officiel du Seigneur des Vampires, en devenant un divin comme Varnae. Blade a rejoint Noah Van Helsing (actuellement, Noah Tremayne, le cousin adopté de Rachel) et plusieurs vampires à travers le globe pour empêcher Dracula de réussir.

### Statut actuel
Blade a rencontré le Punisher et l’a protégé de l’ouragan Katrina qui a ravagé La Nouvelle-Orléans. Il a participé à la lutte contre une population de vampires en recrudescence, aux côtés de Luke Cage, Frère Vaudou et La Panthère Noire. Un peu plus tard, Blade a aussi été convié aux noces de La Panthère Noire et de Tornade dans le royaume africain imaginaire du Wakanda.
Blade s’est vu accorder un nouveau titre mensuel, écrit par Marc Guggenheim et illustré par Howard Chayin. Lors du premier numéro de cette série, Blade est contacté par le groupe de travail en sécurité surnaturelle du SHIELD, les Howling Commandos, pour traiter avec un vieil adversaire. Aussi, l’Ordre secret de Tyrana est apparu pour garder des dossiers sur la vie de Blade.
Dracula est ressorti de sa tombe, et a transformé une classe entière d’écoliers en vampires, où Spider-Man était venu enseigner. Spider-Man a aussi été sous l’influence de Dracula et a été brièvement transformé. Le sang radioactif de Spider-Man l’a finalement ramené à la normale, le sort des enfants étant jusqu’ici incertain. Blade a encore une fois été appelé pour tuer Dracula, mais les restes du corps de Dracula ont été détournés par le Helicarrier Pericles V du SHIELD, ce que Blade a tout de suite trouvé suspect. Il s’est infiltré dans le Helicarrier, et pendant qu’il portait un uniforme du SHIELD, Blade a combattu des vampires que tous les autres croyait être des agents du SHIELD. Blade s’était rendu compte que ces vampires voulaient réanimer Dracula de nouveau, mais il est intervenu. Blade a réussi avec succès à tuer tous ces vampires et a détruit le corps de Dracula avec une balle en argent.
Pendant ce temps, à l'insu de Blade, son riche père, Lucas Cross, a été démasqué en tant que l’un des responsables de la réanimation de Dracula et n’a pas été impressionné d’apprendre que son fils était derrière la fin de Dracula.
Dans l’aventure suivante, Blade a été appelé par nul autre que le Docteur Fatalis pour voyager dans son pays, la Latvérie. Le Docteur Fatalis avait utilisé son mystique « pouvoir de gitan » pour observer un événement du passé, dans laquelle une version alternative de Blade avait été envoyée dans le passé pour sauver la mère de Fatalis, enceinte de lui à l'époque, de la prison. Dans l’échange de cet événement dans la chronologie actuelle, Fatalis a offert à Blade un élixir qui le guérirait de sa soif de sang humain. Blade a voyagé avec succès dans le temps en utilisant le portique espace-temps de Doom, et est arrivé dans la prison. Cependant, c’est Blade qui avait besoin d’un aide énorme car la prison était prise d'assaut par des vampires. Tuant quelques vampires, Blade a secouru un prisonnier politique, qui s’est avéré plus tard être une plus jeune version de son père biologique, Lucas Cross. Cross a mené Blade à la mère de Fatalis, et Blade l’a aidé à envoyer plus de vampires dans la poussière. Finalement, avec tous leurs ennemis détruits, Blade est revenu dans le temps et Fatalis lui a remis l’élixir, qui a pourtant été prouvé comme susceptible de faire perdre à Blade sa soif de chasser les vampires aussi. Il le porte toujours quand même.
Au cours de l'histoire de la guerre civile , dans laquelle les super-héros de l'univers Marvel étaient divisés sur le Superhuman Registration Act, Blade s'enregistre et commence à coopérer avec SHIELD. Cette alliance a permis à Blade d'accéder à la technologie SHIELD, se procurant une "main de pistolet" pour remplacer son manquant. Blade accomplit une prophétie qui, selon lui, rendrait tous les vampires existants à leurs âmes, mais qui revient à la vie à chaque vampire qui avait déjà été tué.
Lame mène ensuite un groupe d'agents black-ops surhumains financé secrètement par le gouvernement américain, appelé Vanguard, dont même le président ne connaît pas. Pendant son temps avec cette équipe, Blade reçoit une main de remplacement cybernétique. L'escouade se dissout après que sa couverture soit compromise, et Blade retourne au Royaume-Uni pour rejoindre le MI-13 dans sa lutte contre le mal surnaturel. Il pique peu après son nouveau coéquipier, le héros vampire Spitfire. Blade et Spitfire se sont de nouveau affrontés dans une bataille acharnée, mais les deux ont été forcés de travailler ensemble et semblent avoir formé une amitié improbable. Après avoir terminé leur première mission ensemble, Blade tente de s'excuser auprès de Spitfire pour avoir tenté de la tuer, mais avant qu'il ne puisse terminer, elle l'embrasse.
Pendant le scénario "La malédiction des mutants ", Blade apparaît à San Francisco pour aider les X-Men à capturer un spécimen de vampire pour le X-Club. Il confirme la mort de Dracula et révèle que son fils Xarus est le nouveau seigneur des vampires, ayant réuni toutes les sectes de vampires sous un même drapeau. Il s'oppose immédiatement au plan de Cyclope de ressusciter Dracula en déclarant : "Vous ne déterrez pas Hitler pour vous débarrasser de Saddam Hussein". Le conflit s'est conclu avec la résurrection de Dracula malgré les objections de Blade. Blade tente de tuer le jubilé désormais vampire, mais est obligé de se retirer après une confrontation avec Wolverine, qui refuse de lui permettre d'être jalonné, alors même que Blade avertit les X-Men qu'ils devront éventuellement la tuer.
Blade s'est révélé plus tard être le personnage (dont l'identité est cachée au lecteur) de l' équipe de Mighty Avengers qui revêt l'alias Spider Hero de type Halloween lors du scénario Infinity  et l' identité de Ronin à partir d'une "grande boîte de Les vieux trucs de Clint Barton" pendant le scénario Inhumanity ; sa véritable identité a finalement été révélée.
Afin de préparer son prochain programme télévisé, Mojo a associé Blade à Doctor Strange, Ghost Rider, Manphibian, Man-Thing et Satana où il a formé les Avengers du surnaturel. Il les contrôlait mentalement et les faisait combattre la division de l'unité des Avengers. Les deux groupes ont réussi à se libérer du contrôle mental et sont revenus dans leur monde après avoir empêché Ghost Rider d'utiliser son regard de pénitence sur les habitants de Mojoworld.
Blade apparaît plus tard dans une petite ville à la recherche d'un nécromancien et finit par affronter Gwenpool , qui a été engagé pour le tuer. Après que Gwenpool ait expliqué que les résidents décédés vivaient paisiblement, Blade part après lui avoir donné son numéro de téléphone portable, mais il est rappelé lorsque Gwenpool découvre que le maire / nécromancien tue des enfants pour garder en vie ses citoyens morts-vivants.
Au cours de l'histoire de "Secret Empire", Blade s'est avéré avoir été piégé à Manhattan lorsqu'il a été isolé par un dôme Darkforce. En raison des attaques de vampires à l'époque, Blade en profite en tuant tous les vampires attaquants pour protéger les humains.
Blade a ensuite été capturé par une armée de vampires et emprisonné jusqu'à ce qu'il soit libéré par Wasp. Il a accepté l'offre de Black Panther de rejoindre les Avengers.  Blade, avec les Avengers, fait face à une guerre civile parmi la communauté de vampires orchestrée par le Coronel des Ombres et la Légion des Non-Vivants.
Pendant le scénario de la guerre des royaumes, Blade apparaît avec les Avengers et les autres héros combattant Malekith le maudit et son armée. Il rejoint également le groupe envoyé pour détruire le Black Bifrost. Il apparaît également attaquant la base secrète de Roxxon en Antarctique, combattant les Berserkers avec Gorilla-Man et Ka-Zar.

## Pouvoirs et capacités

### Comics
Blade possède une force et une résistance surhumaine, des sens aiguisés et possède des capacités accrues de guérison. Il est immunisé contre les morsures de vampires normaux, vieillit lentement et peut sentir la présence de créatures surnaturelles. Blade est un expert dans plusieurs formes d'arts martiaux et c'est dans le maniement d'épée et d'autres armes blanches, qu'il est le plus redoutable.

### Cinéma et télévision
Dans la série télévisée et les films, Blade est dépeint comme possédant des capacités surhumaines égalant celle des vampires normaux, mais ne possédant aucune des faiblesses des vampires, hormis leur soif de sang. Blade a une force, une rapidité, une résistance, une agilité, des réflexes et des sens surhumains. Il a aussi un facteur guérissant, mais celui-ci ne retarde pas son vieillissement. Il peut marcher à la lumière du jour, bien que cela lui cause quelques malaises et qu'il doive porter des lunettes de soleil. Il est un maître en arts martiaux et possède une épée et un glaive en titane ainsi qu’un pistolet automatique MAC-10. Blade peut parler tchèque, russe et a une bonne compréhension du langage vampire. Il a beaucoup d'expérience en ce qui concerne la chasse aux vampires.

## Équipement

### Comics
Selon les premières apparitions dans le comics original Tomb of Dracula, Blade comptait sur des poignards qu’il a utilisés pour empaler des adversaires, et un assortiment de pieux d’acajou.
Quand Blade a été épousseté et a donné l’endroit aux Fils de Minuit au début des années 1990, portant un manteau de cuir de moto, et son système d’armes a été complètement révisé. Comme membre des Nightstalkers, Blade s’est équipé d’une longue épée d’argent, forgée comme un katana, elle a été son arme de choix. Le katana de Blade est fait de titane, gravé dans l’acier et plaqué d’argent. Après la fin des Fils de Minuit et la fin de Nightsalkers, l’arsenal de Blade a continué d’évoluer. Il a finalement commencé à incorporer des armes à feu dans sa cachette d’armement, utilisant des balles à pointe creuse d’argent remplies d’ail liquéfié.
Depuis son apparition dans le quatrième volume de Tomb of Dracula, Blade a commencé à utiliser des grenades à fragmentation d’argent et ultraviolette, qui relâchent une explosion d’ultraviolets pendant qu’il vaporise des éclats d’obus argent partout.

### Films
Dans les films, Blade a employé sa longue épée, qui est fait de titane, gravé dans l’acide, et plaqué d’argent. La poignée de l’épée présente un appareil de sécurité chronométré qui doit être éteint tout de suite après qu’on s'en est emparé. Si l’appareil n’est pas désarmé, quatre lames dans la poignée sont relâchées, abattant la main qui la supporte.
Une autre arme de commerce de Blade dans le film est, une arme boomerang pliante. Le glaive peut être lancé et il revient à la main de Blade ensuite. C’est aussi mortel dans le corps à corps, fonctionnant comme un couteau à lame double. Il porte aussi des pieux en argent, ceux-ci peuvent être utilisés dans le combat au corps à corps ou comme une arme de jet. Les autres armes présentées dans le film incluent une lampe ultraviolette lourde et une grenade incendiaire. Il a introduit aussi un fil de garrotte d’argent rétractable.
Pour la longue portée, Blade utilise une mitraillette MAC-10, avec un grand compensateur monté sur le devant pour réduire l’effet de recul. Dans le deuxième film, Blade acquiert des pistolets USP Match avec une compensation de recul, et des vues de laser. Pour le troisième film, Blade a retenu les pistolets.
Blade porte aussi un fusil modifié pour lancer des pieux. Lorsque le Dr. Karen Jenson découvre que l’EDTA chimique, Blade utilise l’EDTA comme arme à la fin du film, utilisant des seringues pneumatiques conçues initialement pour délivrer le sérum dans son corps. L’armurier de Blade, Scud, invente aussi des grenades ultraviolettes spéciales, capables d’éliminer les vampires alentour très rapidement. Une autre invention de Scud est la paire de gants avec des lames rétractables. À part les lames, elle permet d'injecter de l'EDTA dans un vampire.
Dans le troisième film, Blade a utilisé aussi un « sabre de chaîne », qui est un poignard dans lequel la lame argent a été connectée à la poignée par un fil chargé, qu’il peut jeter et rétracter en arrière, permettant à Blade de tuer plusieurs vampires rapidement. Aussi, les pieux d’argent qui avaient été utilisés dans les deux premiers films ont pris une configuration de couteaux plus petits et délicats en faisant principalement des projectiles au lieu d'armes au corps à corps.
Aussi sa voiture de marque, une Dodge Charger des années soixante, a été équipée d’une série de phares ultraviolets. Le film a aussi montré la voiture elle-même contenant tout un arsenal, y compris un fusil à pompe scié capable de vider des pieux d’argent.

### Blade: The Series
Dans la série télévisée Blade: The Series, Blade utilise toujours son épée plaquée d’argent, gravée dans l’acide. Son nouveau style de fusil est un fusil à pompe double. L’USP HK avec les gaines et le bout décoratif sortent de Bloodhunt et les Grenades Ultraviolets également. Il arbore maintenant une version modifiée de son boomerang glaive d’argent, qui porte maintenant une petite grenade ultraviolette intégrée, avec un retardateur : qu’il règle plusieurs secondes après le contact avec sa cible, usant du glaive pour se sortir de plusieurs ennemis. Il utilise aussi un Calico M-105 modifié, qui a nommé le Shock Gun, qui tire de grands pieux d’argents chargés d’extrait d’essence d’ail. Il a été utilisé à plusieurs occasions avec succès contre divers vampires.

## Publications du personnage
- Blade Versus the Avengers, Ultimate Avengers (en), #1-6, 2010-2011, Leinil Francis Yu, Mark Millar, Steve Dillon et Andy Lanning
- Vampires: The Marvel Undead, 2011
- X-Men (2010…), Curse of the Mutants (en), « Smoke and Blood »
- Blade Curse of the Mutants, 2010, Duane Swierczynski et Timothy Green II
- Spitfire, 2010, Marvel, de Paul Cornell et Jenny Frison
- Marvel Divas vol. 1, 2009 (apparition)
- Blade It take one to kill one (#1-12), Marc Guggenheim a débuté en septembre 2006, Howard Chaykin et Edgar Delgado
- Blade: Nightstalking, 2005, #1 (Trinity Dvd), de Jimmy Palmiotti, Justin Gray et Amanda Conner
- Blade The Vampire-slayer: Black & White, Marvel, 2004
- Blade, 2002 Séries, MAX Comics #1-6 Christpher Hinz, Tim Bradstreet, Homs et Steve Pugh
- Blade 2: Movie Adaptation, Marvel, 2002 par Tim Bradstreet
- Blade, Marvel/Wizard, #1-6, 1999 par Bart Sears, Andy Smith, Mark Mcnabb et Bob Harras (éditeur)
- Blade Marvel (Strange Tales), 1998, #1-3, par Mc Gregor, Brian Hagan, Sandu Florea, Bart Sears et Steve Oliff
- Blade: Sins of the Father, 1998, Marvel, par Bart Sears, Marc Andreyko et Mark Pennington
- Blade: Crescent City Blues, Marvel, 1998, #1, Christopher Golden, Ralph Macchio, Gene Colan et Mark Pennington
- Blade: The Vampire Hunter, 1994-1995, #1-10, par Ian Edginton, Doug Wheatley, Chris Ivy, Tom Ziuko, Terry Kavanagh et Tom DeFalco (éditeur)
- Nightstalkers, 1992, Marvel
- Vampire Tales #...
- Marvel Preview (en) #...
- Tomb of Dracula Vol. 1 #10 (1973)

## Apparitions dans d'autres médias
Sauf indication contraire, les informations mentionnées dans cette section peuvent être confirmées par la base de données cinématographiques IMDb,  présente dans la section « Liens externes ».

### Cinéma
Interprété par Wesley Snipes :

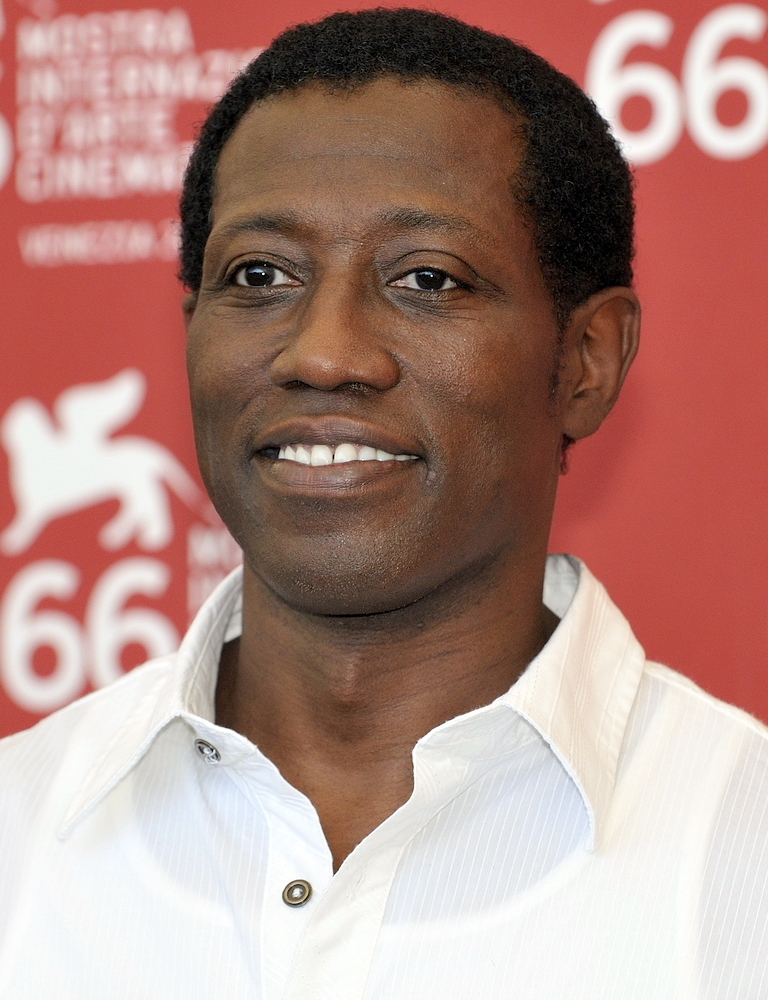
L'acteur Wesley Snipes incarne Blade dans trilogie Blade (1998-2004) et Deadpool et Wolverine (2024).

- 1998 : Blade réalisé par Stephen Norrington
- 2002 : Blade 2 réalisé par Guillermo del Toro
- 2004 : Blade : Trinity réalisé par David S. Goyer
- 2024 : Deadpool et Wolverine réalisé par Shawn Levy

En 1998, Blade met en vedette Wesley Snipes dans le rôle, Kris Kristofferson dans le rôle d’Abraham Whistler, le mentor de Blade. Stephen Dorff incarne l'antagoniste principal Deacon Frost. Le film a été écrit par David Goyer et réalisé par Stephen Norrington. Il diverge fortement des comics, tant dans le caractère du personnage (Blade a souvent été présenté comme loquace et vantard, pourtant dans le film, il est presque silencieux) et dans la nature de ses capacités (il a été introduit dans les comics comme quelqu’un qui, au-delà de l’immunité au vampirisme, était essentiellement un humain normal qui dépendait de ses compétences et sa détermination à survivre à la force supérieure des vampires qu’il chasse tandis que la version cinématographique met en scène un être surhumain qui est en fait plus puissant que les vampires).
Blade 2 (écrit par Goyer et réalisé par Guillermo del Toro) en 2002. Le Daywalker se bat aux côtés d'une force d'élite composée de vampires (initialement entrainés pour lutter contre Blade) afin d'éradiquer une nouvelle souche plus puissante de vampires nommés « Reapers », vampires attaquant et tuant aussi les humains que les vampires de souche originelle et qui s'avèrent par la suite être le résultat de recherches menées par les vampires.
Blade: Trinity (écrit et réalisé par Goyer) en 2004, qui a introduit des versions lourdement modifiées de Hannibal King (joué ici par Ryan Reynolds) et les Nightstalkers. Blade joint avec regret ses forces à celles du groupe de chasseurs de vampires (mené par Abigail Whistler, la fille séparée de son vieux mentor) pour détruire le vampire originel Drake (une version modernisée de Dracula) à l’aide d’un virus tueur de vampires.
Lors du Comic-Con de San Diego en 2015, l'acteur Wesley Snipes évoque la possibilité d'un 4e long métrage.
Interprété par Mahershala Ali dans l'univers cinématographique Marvel :
- 2021 : Les Éternels réalisé par Chloé Zhao

Dans une scène post-crédits, Blade (hors champ) demande à Dane Whitman s'il a vraiment envie de prendre l'épée du Chevalier Noir.
- à venir : Blade

En juillet 2019, au San Diego Comic-Con, Marvel Studios annonce que Blade va connaitre un reboot pour être intégré à l'univers cinématographique Marvel. Il y sera interprété par Mahershala Ali. Cependant, le président de Marvel Studios Kevin Feige précise que Blade ne fera pas partie de la Phase IV de l'univers. Prévu pour être le dernier de la phase V, il est ensuite repoussé dans la phase VI. Le film sera réalisé par Yann Demange, après le départ de Bassam Tariq en septembre 2022.

### Télévision

#### Spider-Man, l'homme-araignée
Blade apparaît en 1996 dans un épisode de Spider-Man, l'homme-araignée, intitulé Neogenic Nightmare, Chapter 9: Blade the Vampire Hunter. Cette histoire décrit la première rencontre entre Spider-Man et Blade ; c'est aussi la première apparition de Whistler tous médias confondus, le personnage n’étant jamais apparu dans un comics auparavant. Dans cet épisode, Blade chasse Morbius. Il a aussi été dévoilé que Blade était le fils d’un vampire et d'une humaine, mais que sa mère l’a laissé dans une maison adoptive après avoir été mordue par un vampire. Dans l’épisode suivant The Immortal Vampire, Blade fait une apparition au côté de Morbius. Dans la quatrième saison de la série, dans l’épisode Partners in Danger, Chapter 7: The Vampire Queen, Blade revient et chasse la Reine des vampires qui s'est révélée être sa mère. Blade a fait son apparition finale dans un épisode de la cinquième saison Secret Wars, Chapter 2: Gauntlet of the Red Skull où il a été vu travaillant côte à côte avec Morbius et la Chatte Noire contre la reine des vampires jusqu’à ce que la Chatte Noire soit enlevée par Spider-Man pour l’aider.
Blade a été dessinée par J.D. Hall. Il devrait aussi être noté que dans cette série, Blade a porté un costume basé sur son apparition dans la série de comics Nightstalkers et sa série suivante.

#### Anime
En 2011, Blade a fait l'objet d'une série d'animation produite par le studio d'animation japonais Madhouse par Mitsuyuki Masuhara. Dans cet anime, Blade pourchasse Deacon Frost pour venger sa mère et mettre fin aux actions de l'organisation de vampires nommée « Existence ». Il fera équipe avec une chasseuse de vampires nommée Makoto. Il voyagera dans de nombreux pays tels le Japon, les Philippines, l'Indonésie, le Viet Nam.
Dans l'épisode 7, Wolverine fait une apparition et se bat aux côtés de Blade. Les différentes séries japonaises Marvel Anime ont été diffusées en France en 2012 sur la Chaine Game One.

#### Blade: The Series
Une série télévisée, en prise de vue réelle et basée sur les films a été lancée sur Spike TV avec l’acteur/rappeur Kirk Jones dans le rôle de Blade. Se passant tout de suite après Blade : Trinity, la série traite de Blade combattant un vampire diabolique nommé Marcus Van Sciver à Détroit, qui est aussi le lieu de naissance de Blade (dans la série). Selon les films, le nom de la naissance de Blade est Éric Brooks et sa mère a été nommée Vanessa, et il est maintenant révélé que le père de Blade se nomme Robert Brooks, et qu’il a élevé Blade jusqu'à ce qu’il ait douze ans et que sa nature de vampire soit devenue plus apparente, notamment sa soif de sang humain.

### Jeux vidéo
- Blade est jouable dans deux jeux vidéo basés sur les deux premiers films de Wesley Snipes : Blade (pour la PlayStation) et Blade 2: Bloodlust (pour le PlayStation 2 et la Xbox)
- Blade est un personnage jouable dans le RPG d’action Marvel: Ultimate Alliance. Il est le premier jouable quand les autres héros secourent Blade de Arcade quand vous jouez le Crane Game. Sa voix est celle de Khary Payton.
- Blade est aussi un personnage jouable dans le jeu basé sur le film Ghost Rider après que vous avez battu le jeu avec Ghost Rider. Il a une attaque de feu mais aucune technique spéciale, il doit compter entièrement sur ses compétences de combat de « Daywalker ».
- Blade est aussi un personnage jouable dans le RPG d’action Marvel : Spider-Man : Allié ou Ennemi.
- Blade est le nom d'une table de flipper dans le jeu Pinball FX 2 (Xbox 360). Elle fait partie d'un pack s'appuyant sur les Super Héros de Marvel
- Blade apparaît en guest dans Marvel vs. Capcom 3: Fate of Two Worlds uniquement la fin du personnage payant Jill Valentine issue de l'univers de Resident Evil.
- Blade apparaît aussi dans le jeu Broforce (Pc, Mac, PS4) en tant que "bro" jouable, sous le pseudonyme de Brade.
- Blade est un personnage jouable dans le jeu mobile : Marvel, Tournoi des Champions.
- Blade est le protagoniste du jeu Marvel's Blade, développé par Arkane Studios et édité par Bethesda et annoncé aux Game Awards 2023. L'action se déroule à Paris.